# 克莱顿·弗雷德里克斯
克莱顿·弗雷德里克斯（英語：Clayton Fredericks，1967年11月17日—），澳大利亚男子马术运动员。他曾代表澳大利亚参加2008年和2012年夏季奥林匹克运动会马术比赛，其中2008年奥运会获得一枚银牌。

## 家庭
前妻露辛达·弗雷德里克斯。